# Православне кладовище Тегель
Православне кладовище Тегель — єдине православне кладовище в Берліні. Засноване в 1893 р. Адреса: Берлін, Віттештрасе, 37.

## Поховані
- Микола Василько — посол Буковинського крайового сейму, посол Райхсрату, делегат Української національної ради ЗУНР (1918), посол ЗУНР у Відні, посол УНР у Швейцарії та Німеччині.
- Віктор Лебідь-Юрчик (18 січня 1909 — 27 липня 1932) — секретар Українського Академічного Товариства в Німеччині, син директора Українського державного банку.
- Порш Микола Володимирович — член Української Центральної Ради, генеральний секретар праці та військових справ (1917, 1917—1918).
- Свенціцький Олександр Миколайович — підполковник Армії УНР.
- Сливенко Петро Павлович — український дипломат, Тимчасово повірений УНР у справах українців у Фінляндії (1917—1918), консул УНР у Гельсінкі.
- Катерина Бунге — російська поетеса й перекладачка, родом з Києва, дочка професора Київського університету Миколи Андрійовича Бунге.
- Іполит Дьяков — міський голова Києва.
- Лівенсон-Лівський Михайло Петрович (1873—1951) — антрепренер, організатор опереткових труп (зокрема, у Києві й Одесі).
- Іванов Сергій Дмитрович (Варягін) (1872—1923) — співак (бас).
- Максін Макс Карлович (Макс Пфайфер) (1881—1947) — російський актор і театральний адміністратор, директор київських і одеських театрів (1913—1918), згодом — відомий німецький кінопродюсер.

## Галерея

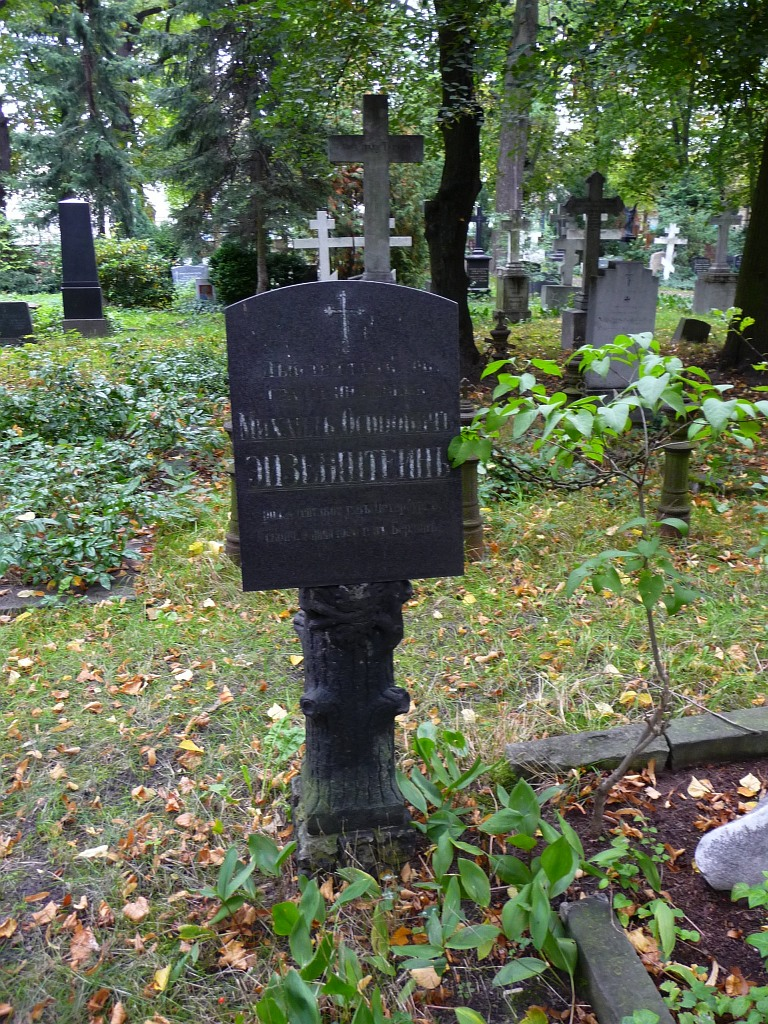
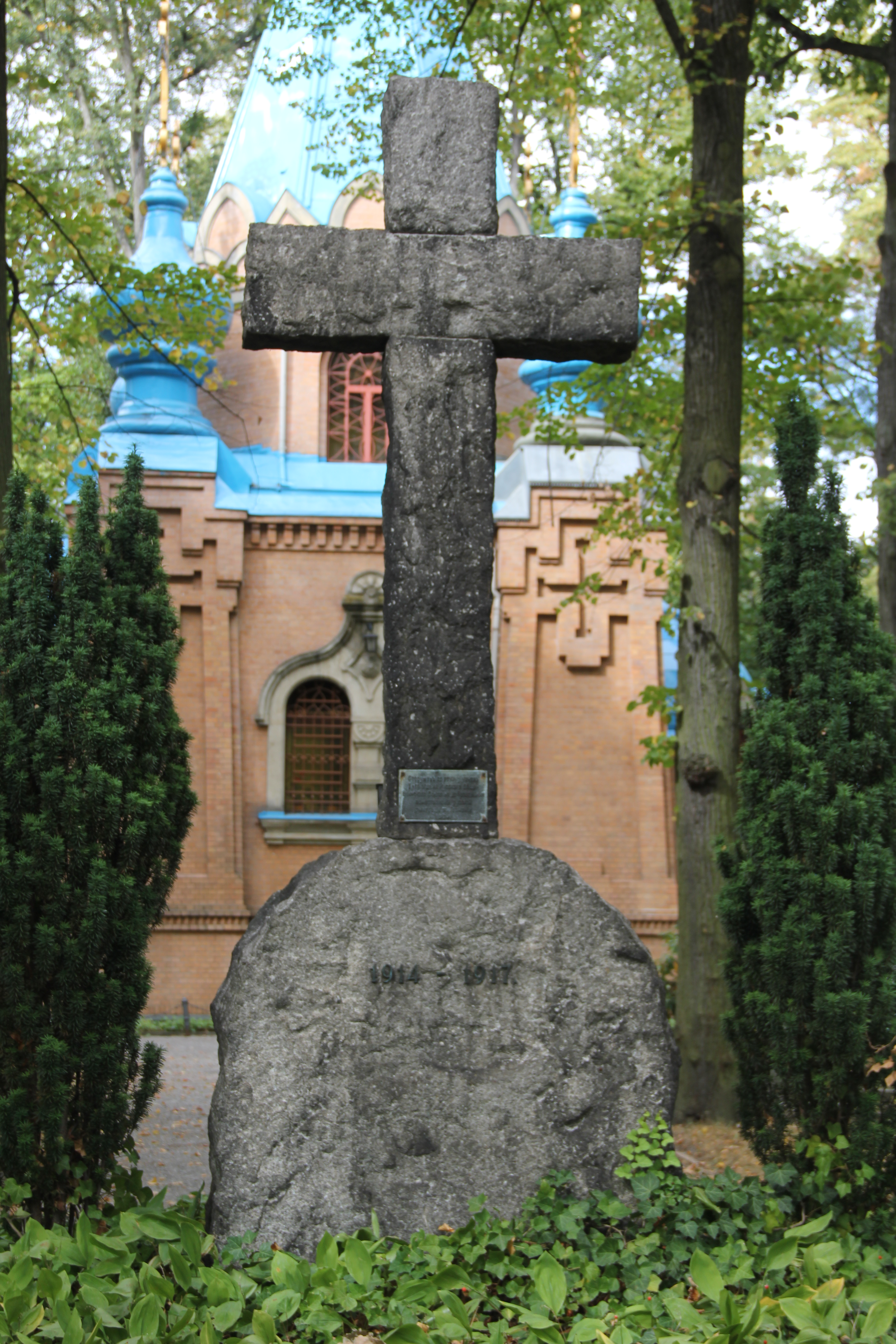
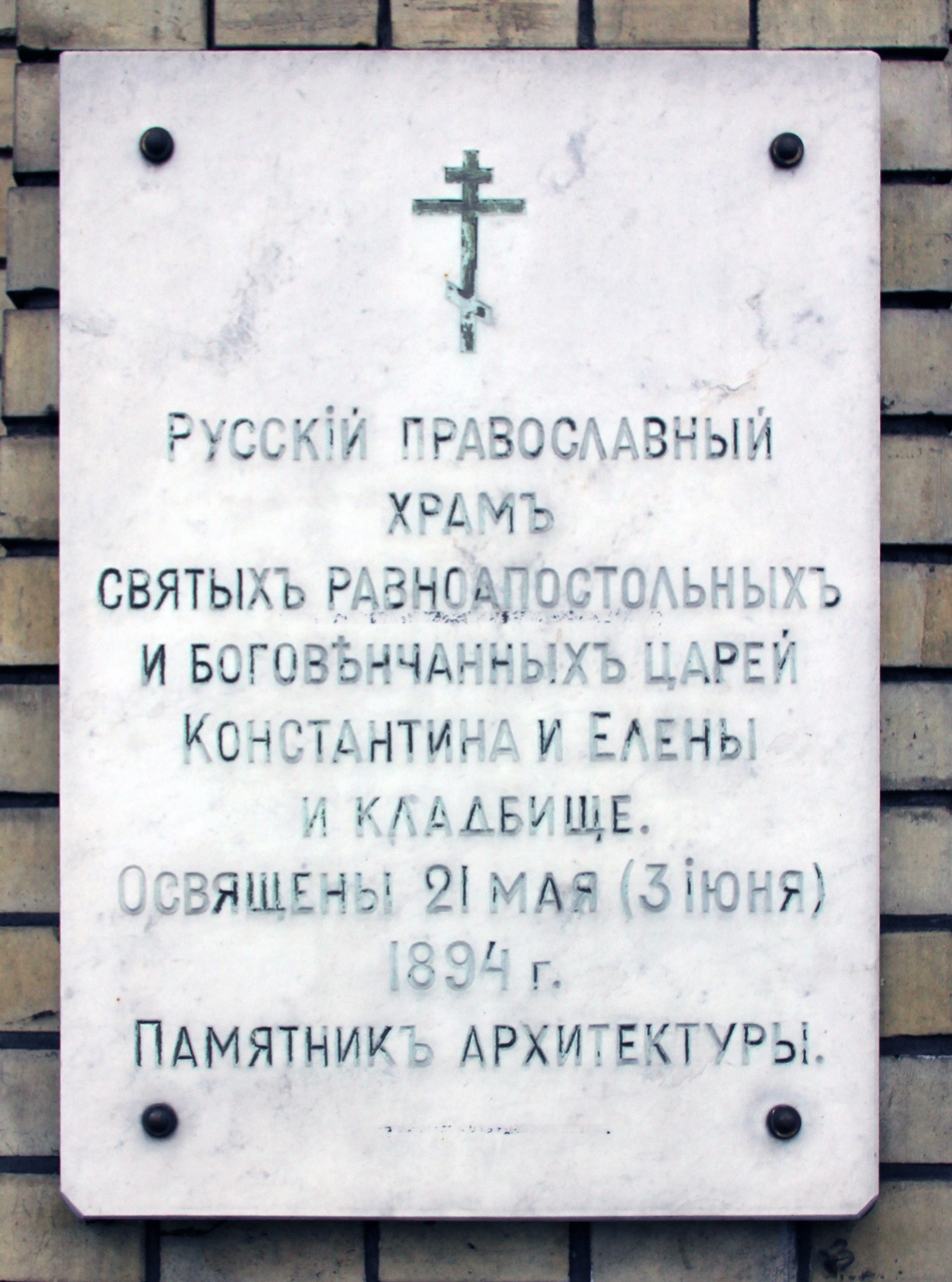
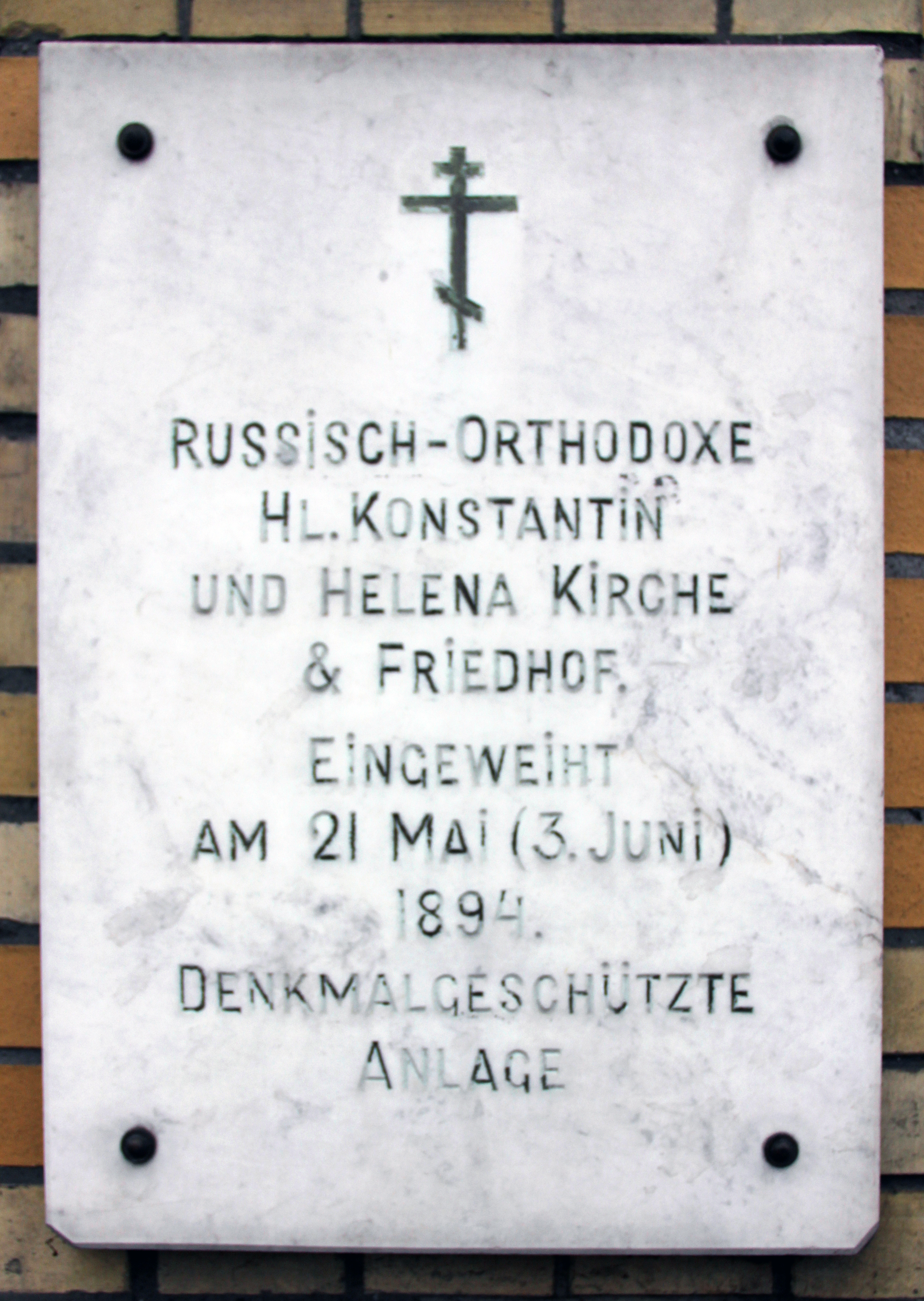
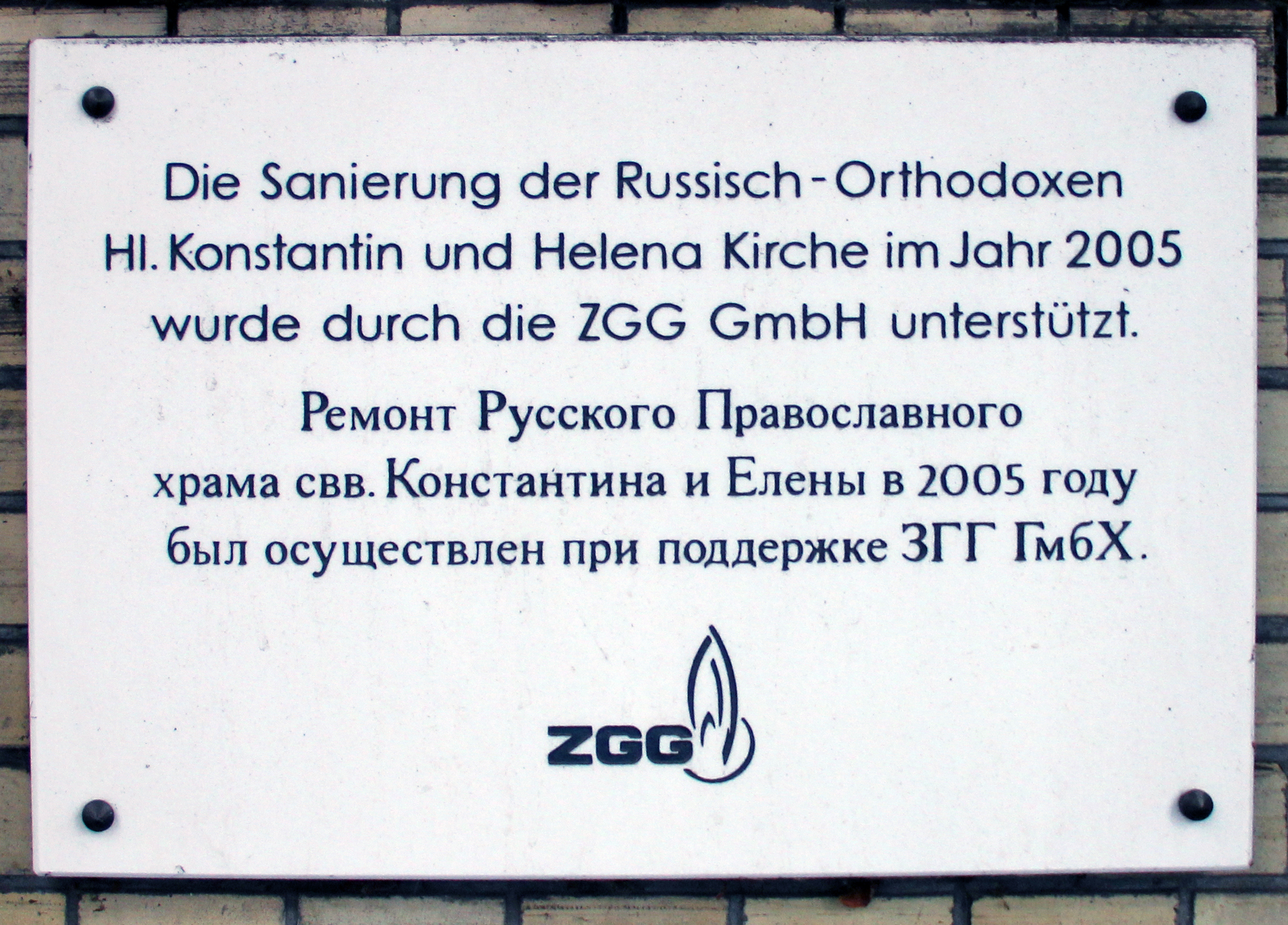
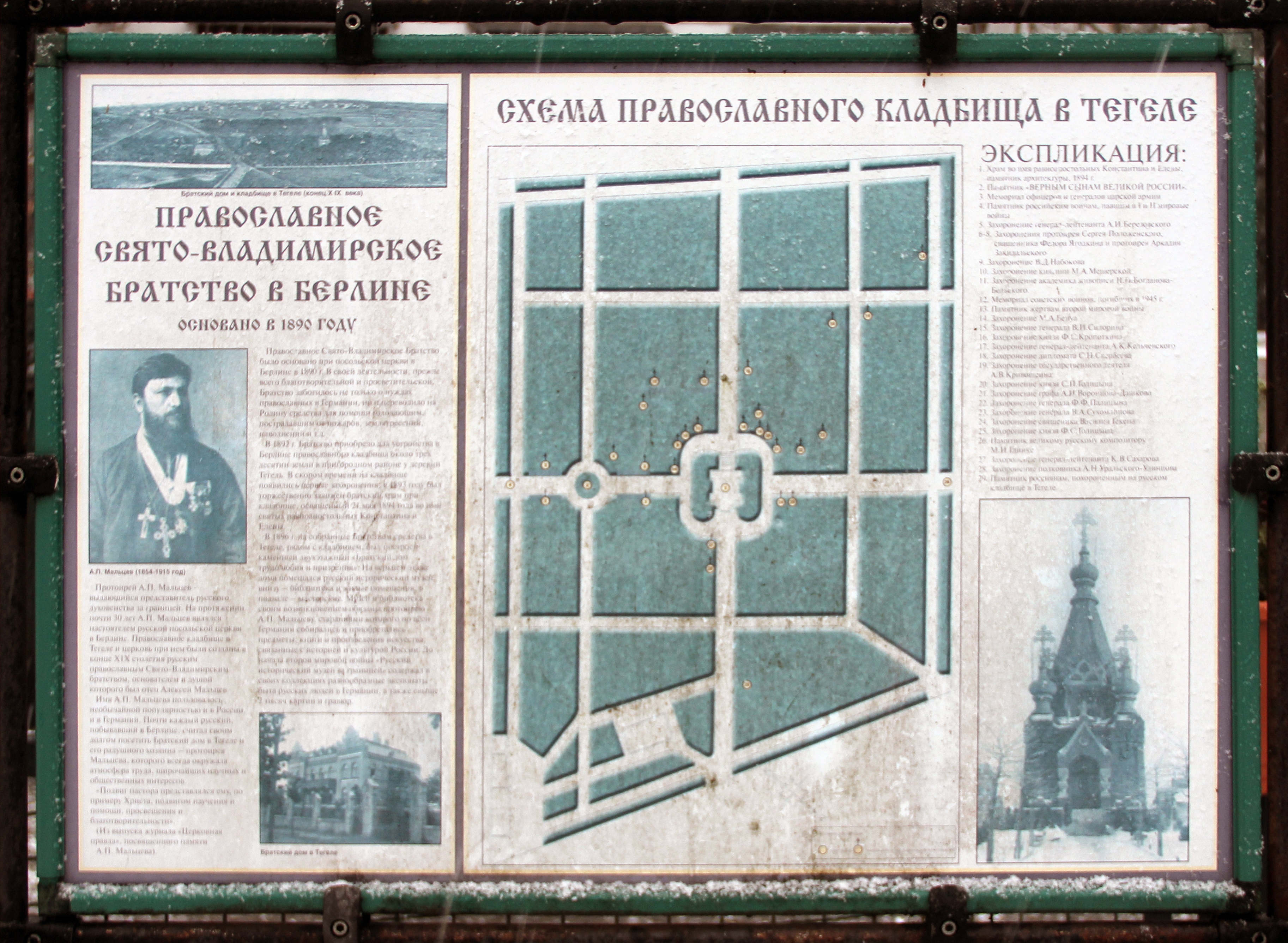
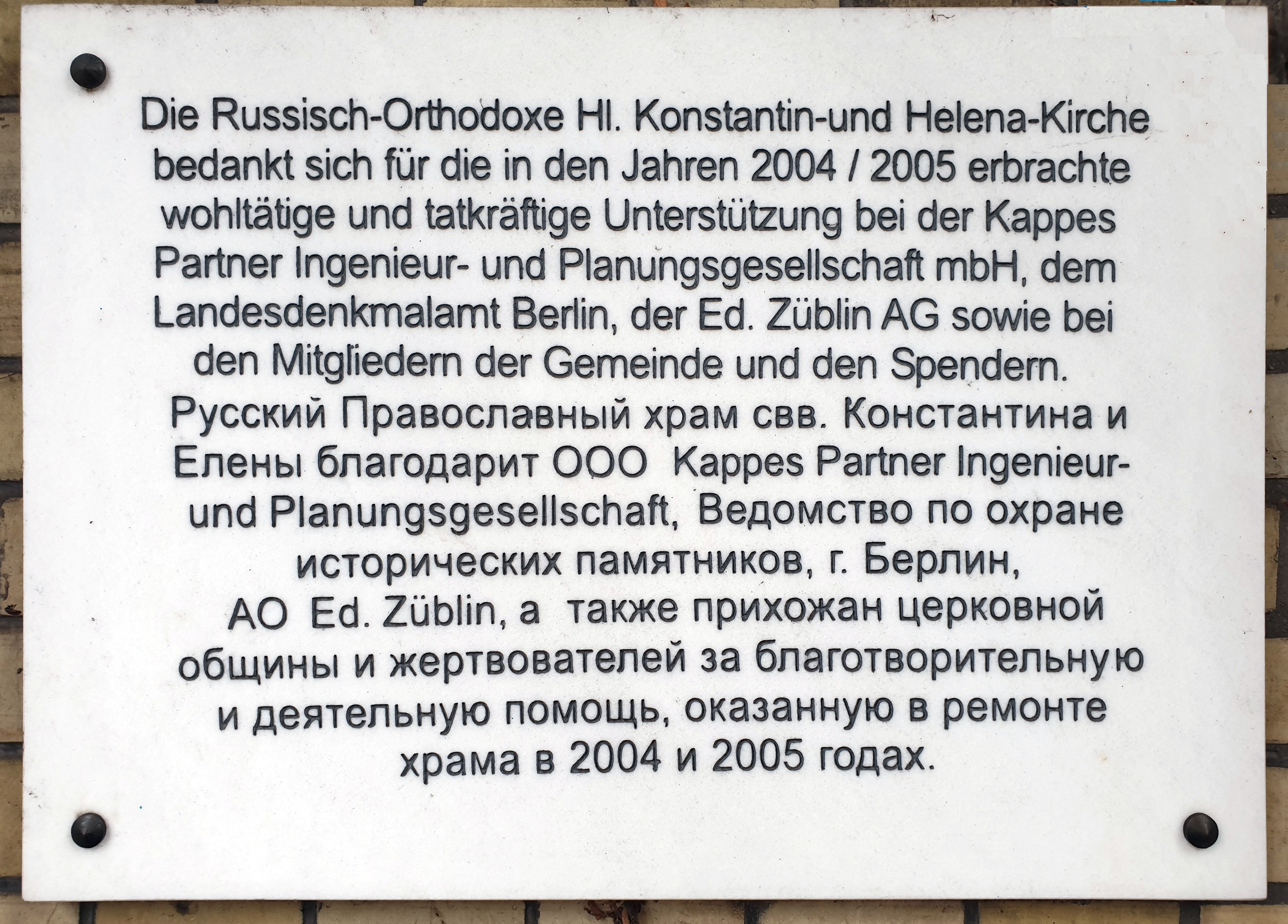
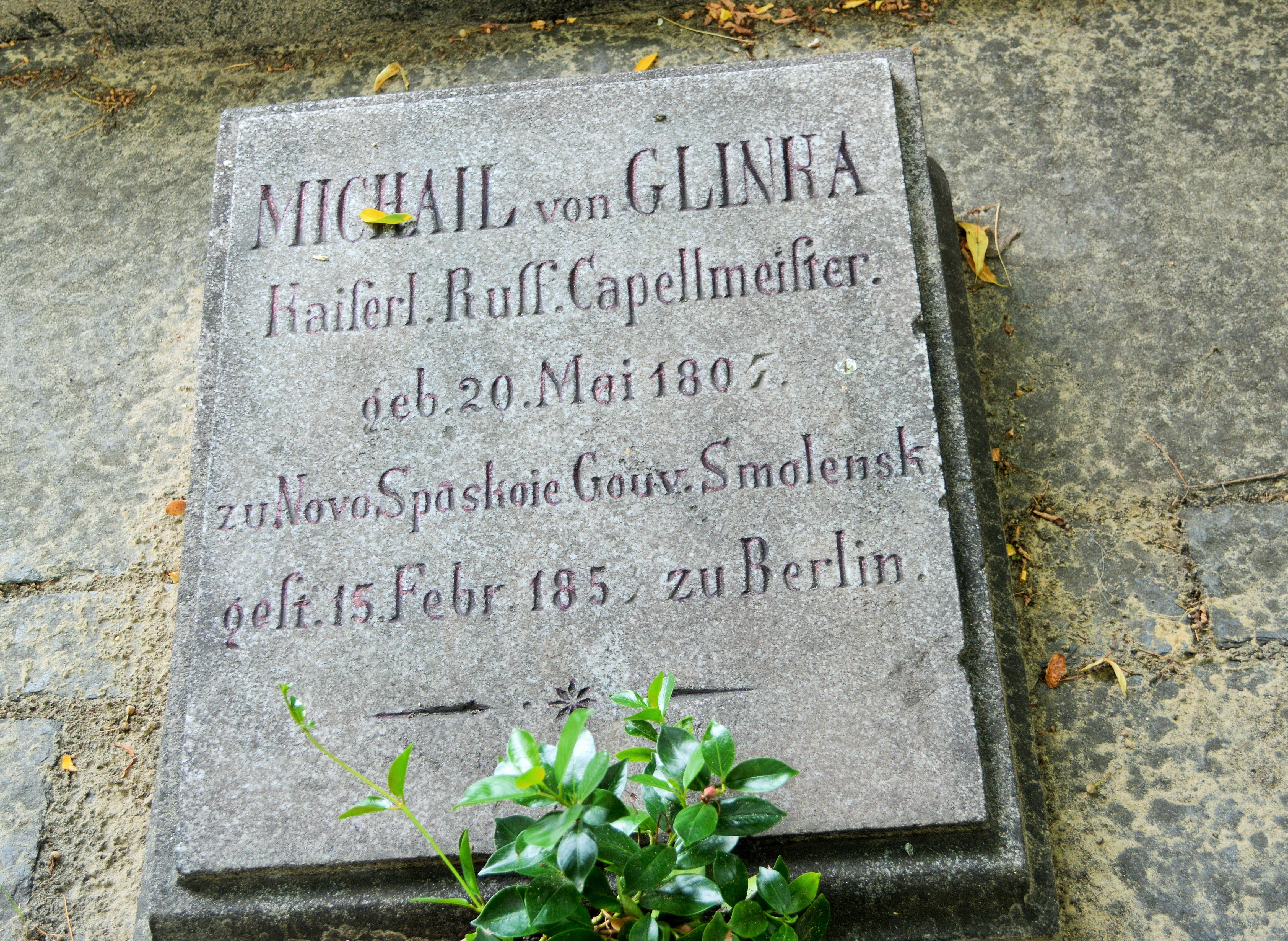
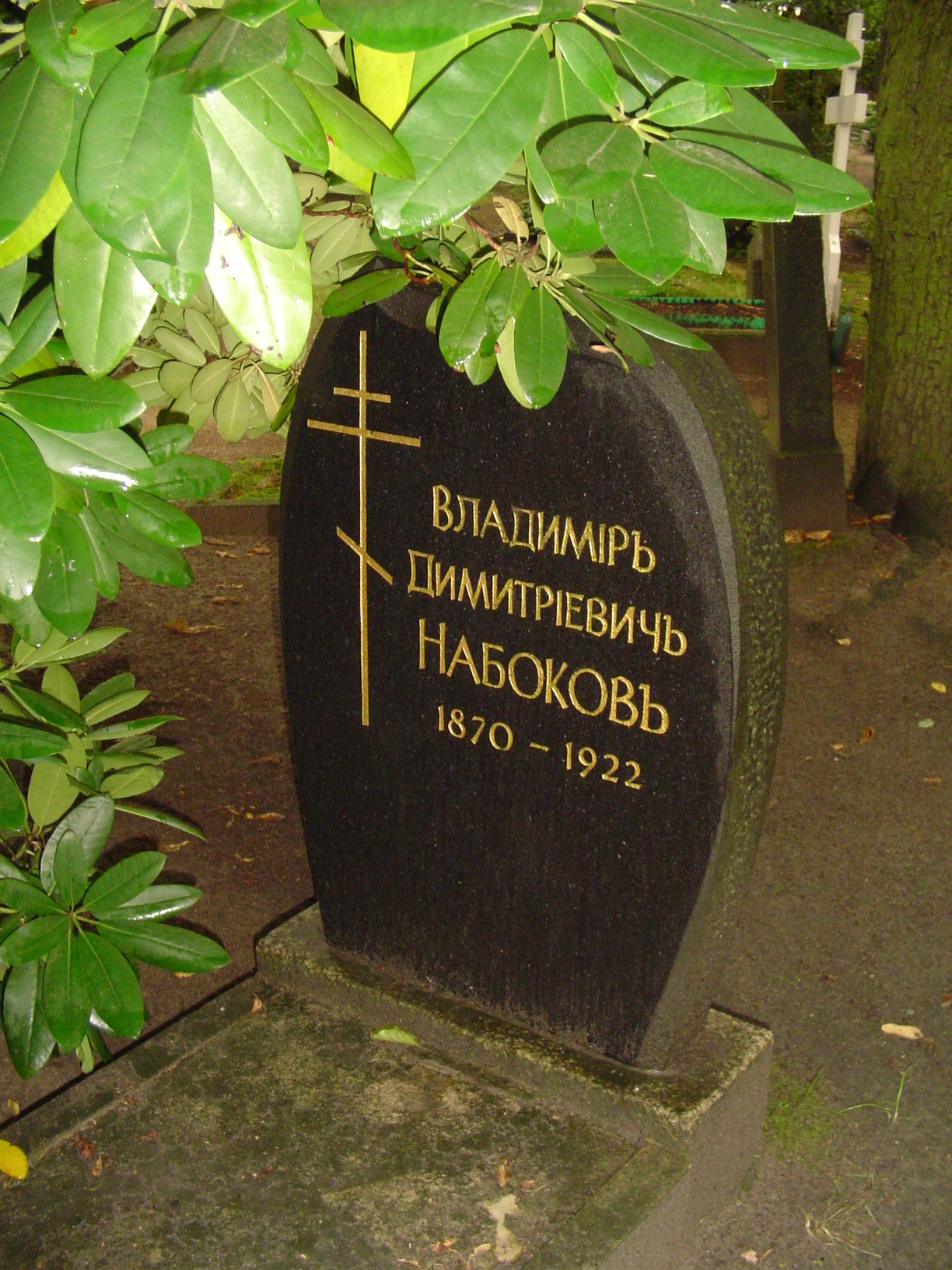
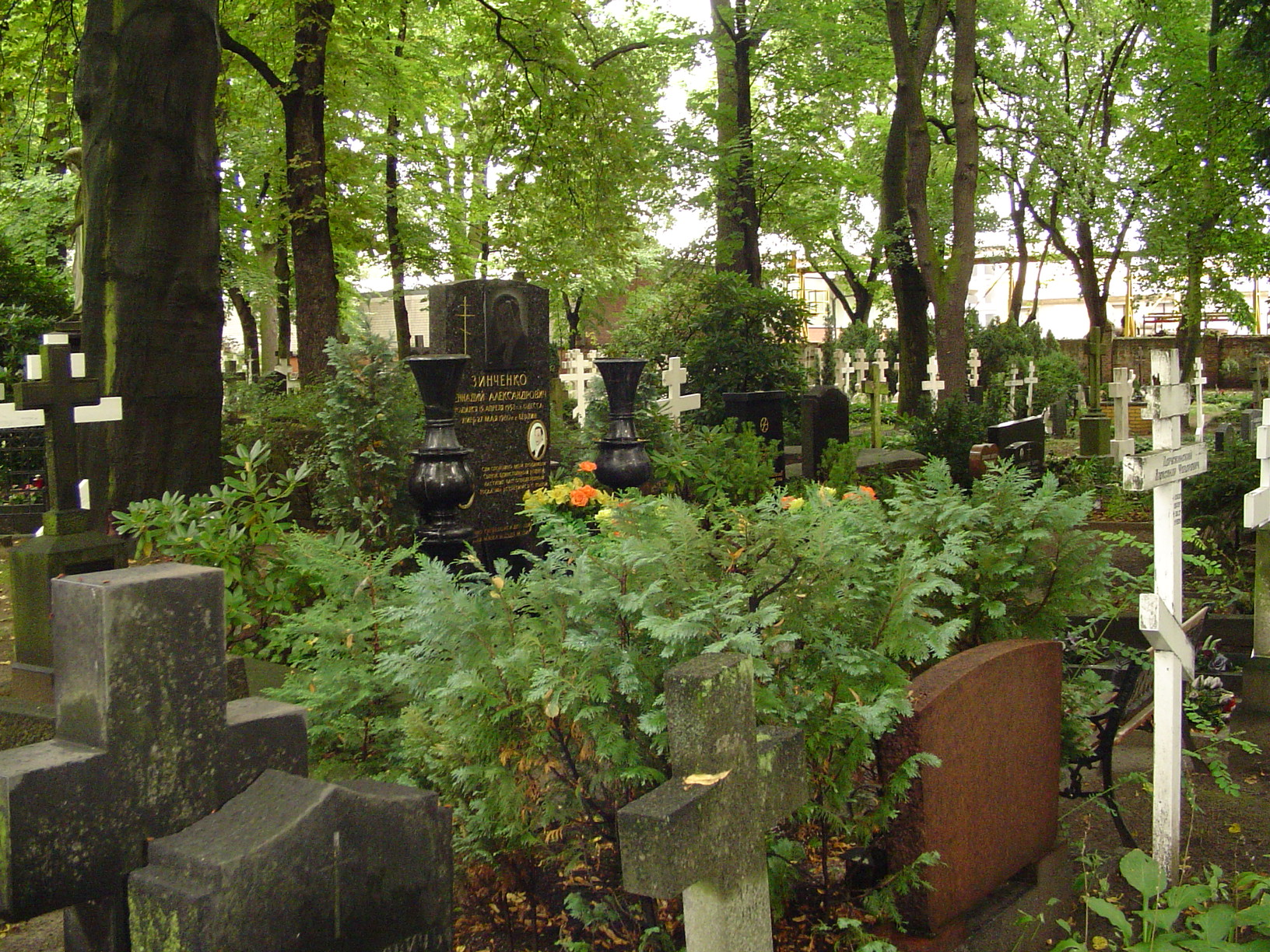
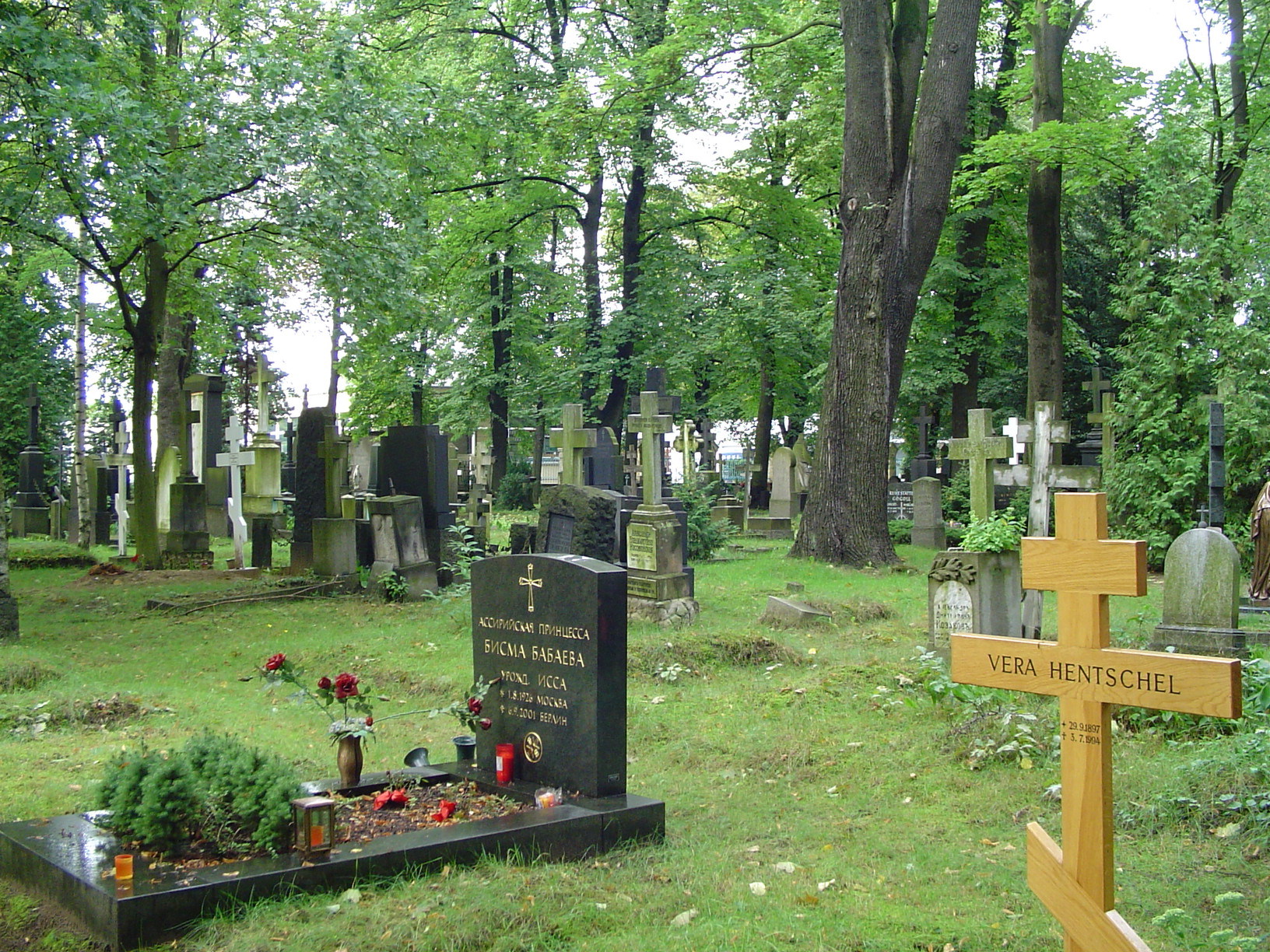
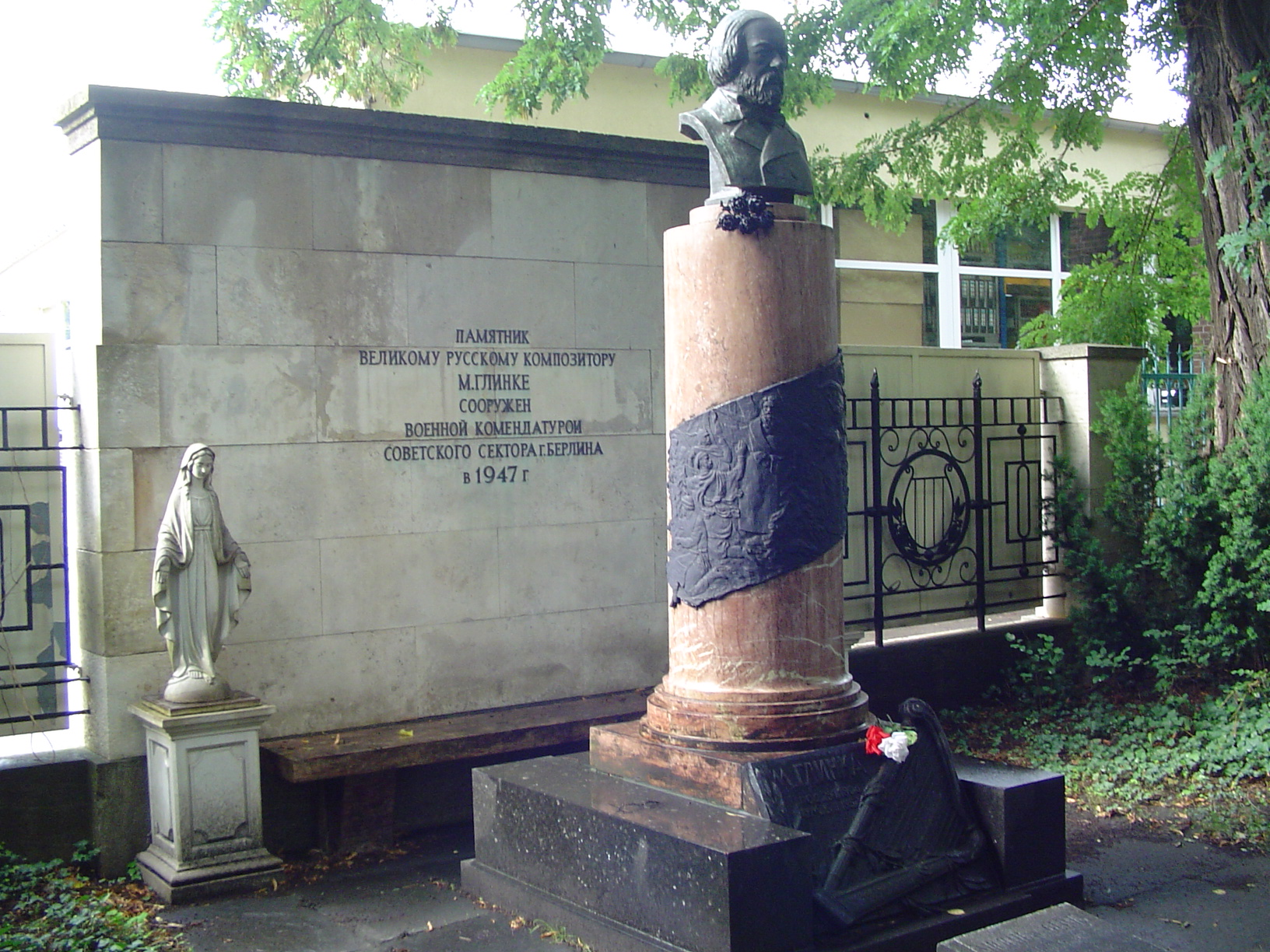
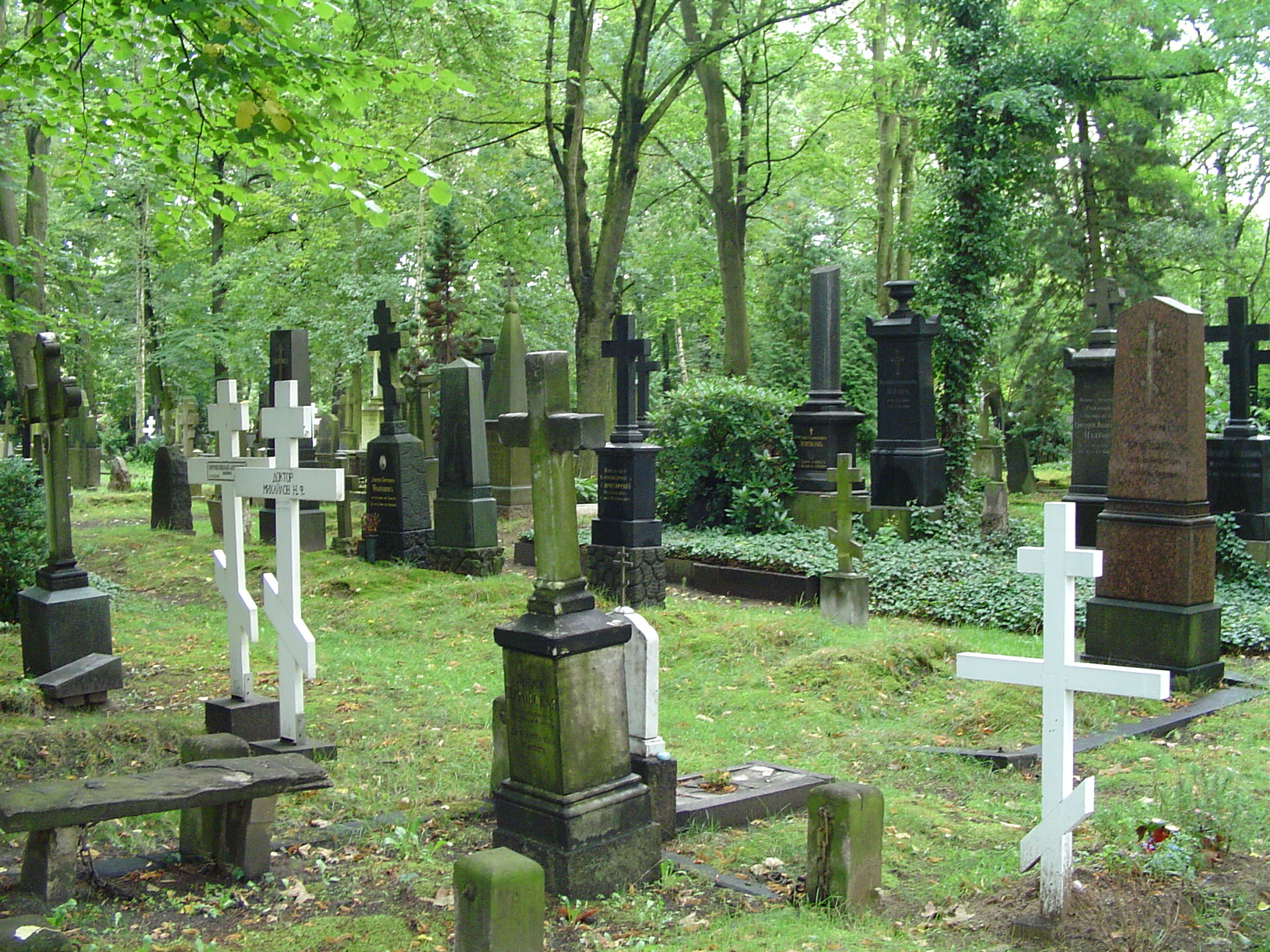
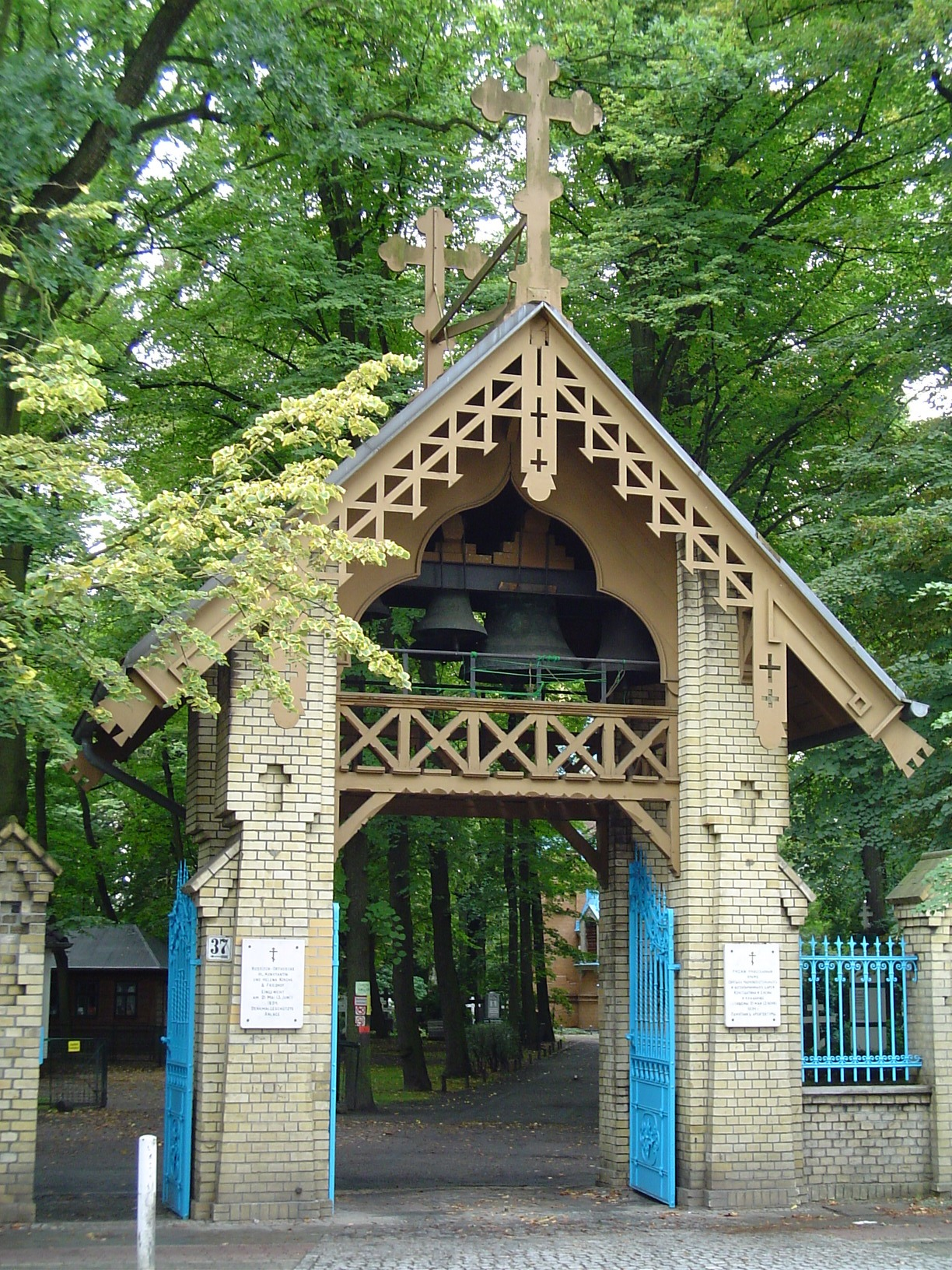

}}